# Malyj Čeremšan
Il Malyj Čeremšan (in russo Малый Черемшан?, Piccolo Čeremšan; in tataro: Кече Чирмешән) è un fiume della Russia europea sudorientale (Repubblica del Tatarstan e oblast' di Ul'janovsk), affluente di destra del Bol'šoj Čeremšan.

## Descrizione
La sorgente si trova a 4,3 km a sud-est del villaggio di Tatarskoe Alkino, nel distretto di Novošešminskij (Tatarstan). Scorre con direzione dapprima sud-occidentale, successivamente meridionale; sfocia nel Bol'šoj Čeremšan a 45 km  dalla foce. Il fiume ha una lunghezza di 213 km, l'area del suo bacino è di 3 190 km². 
Il canale è moderatamente tortuoso, non ramificato, largo fino a 20-30 m, le sponde sono ripide in alcuni punti, alte 2-6 m, la profondità in alcuni tratti raggiunge i 6 m. L'alluvione primaverile dura in media 30-35 giorni, di solito inizia a fine marzo - inizio aprile. In estate, con una prolungata assenza di piogge, il fiume si prosciuga nel corso superiore, nel medio e basso in alcuni punti si divide in una serie di laghi. Il fiume è gelato, in media, da metà novembre a metà aprile. Lo spessore del ghiaccio raggiunge i 55 cm entro la fine dell'inverno.